# NGC 5795
NGC 5795 (другие обозначения — UGC 9617, MCG 8-27-35, ZWG 248.29, KUG 1454+495, IRAS14546+4935, PGC 53402) — спиральная галактика (Sc) в созвездии Волопас.
Этот объект входит в число перечисленных в оригинальной редакции «Нового общего каталога».